# NGC 6242
NGC 6242 je otvoreni skup u zviježđu Škorpionu. 

## Vanjske poveznice
- (engl.) SEDS: NGC 6242
- (engl.) Hartmut Frommert: Revidirani Novi opći katalog  Arhivirana inačica izvorne stranice od 18. rujna 2015. (Wayback Machine)
- (engl.) Izvangalaktička baza podataka NASA-e i IPAC-a
- (engl.) Astronomska baza podataka SIMBAD
- (engl.) VizieR
- (engl.) Auke Slotegraaf: NGC 6242 Deep Sky Observer's Companion
- (engl.) Courtney Seligman: Objekti Novog općeg kataloga: NGC 6200 - 6249